# Црква Светих праведних Јоакима и Ане у Пучилама
Црква Светих праведних Јоакима и Ане у Пучилама, насељеном месту на територији града Бијељина припада Епархији зворничко-тузланској Српске православне цркве.

## Историјат
Градња цркве посвећену Светим Јоакуму и Ани почела је августа 1998. године, по пројекту који је израдило је предузеће „Семберија-пројекат” из Бијељине, према идејном решењу архитекте Славка Лукића и инжењера Драгана Илића.
Темеље храма освештао је епископ зворничко-тузлански Василије 18. октобра 1998. године. Кум темеља био је Јован Чвргић из Пучила. Неимари у изградњи цркве били су Чедо Андрић, Пантелија Мирковић и Стеван Станојловић, сви из Пучила. Куполске крстове освештао је надлежни архијереј  Василије 16. октобра 1999. године. Кум крстова био је Мирослав Станојевић из Пучила. Од 1999. до 2001. године радове је водио мајстор Мићо Гајић из Пучила са помоћницима.
Храм је освештао епископ зворничко-тузлански Василије 23. септембра 2001. године. Кумови храма били су браћа Ђуро, Мирослав и Угљеша Станојловић из Пучила.

## Архитектура
Црква је у основи димензија 12,5х8,5 метара. Иконостас од храстовине израдио је Обрад Тришић из Бијељине. Дрво за иконостас поклонио је Саво Андрић из Пучила. Иконе на иконостасу живописао је Александар Васиљевић из Добоја. Радови на Живопису храма извођени су у два наврата: од 28. септембра до 3. децембра 2011. године и од 14. децембра 2012. до 15. марта 2013. године. Живопис су радила три иконописца: Бојан Живић-Милић из Београда, Драган Живковић из Крагујевца и Радош Васић из Ниша. Сва три мајстора долазе из чувене иконописне радионице Петра Билића из Београда. Фреске у храму урађене су у византијском стилу, секо техником.
Фрескопис је освештао епископ зворничко-тузлански Хризостом, 28. септембра 2014. године.
Црквена продавница грађена је у периоду од 2012-2017. године, по идеји архитекте Немање Остојића и инжињера Младена Ћулума. Грађевину су озидали мајстори Предраг Савић, Дејан Зекановић, Живко Поњаушић и Секула Савић.